# Kootenai (Idaho)
Kootenai es una ciudad ubicada en el condado de Bonner en el estado estadounidense de Idaho. En el Censo de 2010 tenía una población de 678 habitantes y una densidad poblacional de 477,7 personas por km².

## Geografía
Kootenai se encuentra ubicada en las coordenadas 48°18′43″N 116°31′2″O / 48.31194, -116.51722. Según la Oficina del Censo de los Estados Unidos, Kootenai tiene una superficie total de 1.42 km², de la cual 1.42 km² corresponden a tierra firme y (0%) 0 km² es agua.

## Demografía
Según el censo de 2010, había 678 personas residiendo en Kootenai. La densidad de población era de 477,7 hab./km². De los 678 habitantes, Kootenai estaba compuesto por el 95.87% blancos, el 0% eran afroamericanos, el 0.29% eran amerindios, el 0.44% eran asiáticos, el 0% eran isleños del Pacífico, el 0% eran de otras razas y el 3.39% pertenecían a dos o más razas. Del total de la población el 4.28% eran hispanos o latinos de cualquier raza.